# Wahlen zum Repräsentantenhaus der Vereinigten Staaten 1976
Die Wahlen zum Repräsentantenhaus der Vereinigten Staaten 1976 fanden am 2. November 1976. Die Wahlen waren Teil der allgemeinen Wahlen zum 95. Kongress der Vereinigten Staaten in jenem Jahr, bei denen auch ein Drittel der US-Senatoren gewählt wurden. Gleichzeitig fand auch die Präsidentschaftswahl des Jahres 1976 statt, die der Demokrat Jimmy Carter gewann.
Die Zahl der zu wählenden Abgeordneten betrug 435. Die Sitzverteilung basierte auf der Volkszählung von 1970.
Die Wahlen ergaben keine wesentliche Änderung bei den Mehrheitsverhältnissen im Repräsentantenhaus. Die Demokraten gewannen einen Sitz hinzu und erreichten nun 292 Mandate. Das lag zwei Sitze über der Zweidrittelmehrheit. Diese wurde in den nachfolgenden Wahlen bis heute (2020) von keiner Partei mehr erreicht. Entsprechend verloren die Republikaner einen Sitz und konnten sich damit von ihren schweren Verlusten der Wahlen von 1974 nicht erholen. Das schlechte Wahlergebnis für die Republikaner lag immer noch an den Folgen der Watergate-Affäre und der Begnadigung des 1974 zurückgetretenen Präsidenten Richard Nixon durch dessen Nachfolger Gerald Ford, der ebenfalls am 2. November 1976 abgewählt wurde.

## Wahlergebnis
- Demokratische Partei 292 (291) Sitze
- Republikanische Partei 143 (144) Sitze

Gesamt: 435 (435)
In Klammern sind die Ergebnisse der letzten Wahl zwei Jahre zuvor. Veränderungen im Verlauf der Legislaturperiode, die nicht die Wahlen an sich betreffen, sind bei diesen Zahlen nicht berücksichtigt, werden aber im Artikel über den 95. Kongress im Abschnitt über die Mitglieder des Repräsentantenhauses bei den entsprechenden Namen der Abgeordneten vermerkt. Daher kommt es in den Quellen gelegentlich zu unterschiedlichen Angaben, da manchmal Veränderungen während der Legislaturperiode in die Zahlen eingearbeitet wurden und manchmal nicht. Das angeführte Wahlergebnis basiert auf der unten angeführten Quelle (Party Divisions).

## Weblink
- Party Divisions